# Pere Aguilera i Garriga
Pere Aguilera i Garriga (Rubí, 3 de gener de 1901 - 4 d'agost de 1991), fou dirigent del sindicat Unió de Rabassaires i alcalde de Rubí en diferents períodes entre 1934 i 1938. El 1922 va ser un dels fundadors de la Unió de Parcers de Rubí i en fou escollit president. Formà part de la comissió organitzadora del primer congrés de la Unió de Rabassaires celebrat a Barcelona el 6 de gener de 1923. L'any 1926 va ser elegit vocal del comitè central de la Unió de Rabassaires i l'any 1928, vicepresident, participant activament en les campanyes de propaganda d'aquest sindicat de pagesos. Va ser president del Centre Democràtic Republicà de Rubí i col·laborador de les publicacions "La Terra", "La Lluita" (Rubí) i "La Acción" (Terrassa). L'Ajuntament de la ciutat de Rubí està situat en la plaça que du el seu nom.

## Segona República Espanyola
Durant els anys trenta del segle xx va ser el principal referent a Rubí del republicanisme, del Centre Democràtic Republicà i del partit Esquerra Republicana de Catalunya. A les eleccions municipals del 12 d'abril de 1931 va ser elegit regidor de l'Ajuntament d'aquesta ciutat i durant la legislatura 1931-1934 en va ser el primer tinent d'alcalde. Amb les eleccions municipals del 14 de gener de 1934 va ser elegit alcalde de Rubí. El 6 d'octubre de 1934 es va adherir des de Rubí a la proclamació del president Lluís Companys de "l'Estat Català de la República Federal Espanyola". Arrel d'aquests fets ell i tots els regidors republicans de Rubí van ser empresonats, no sent alliberats fins al febrer de 1935.
Després del triomf electoral del Front d'Esquerres, el febrer de 1936, va recuperar l'alcaldia. El cop d'estat militar del juliol de 1936 va fracassar a Catalunya i a bona part de l'Estat, però va facilitar l'obertura en aquests territoris d'un període revolucionari, de disgregació del poder i violència. Pere Aguilera, des de l'alcaldia de Rubí, va fer el possible per evitar estralls. El febrer de 1937, però, davant la complexitat de la situació, va cedir l'alcaldia a la CNT i se'n va anar voluntari al front. Retornà a l'alcaldia l'octubre del mateix any i exercí el càrrec fins a l'abril de 1938, quan una aliança entre la CNT i el PSUC el va treure de l'alcaldia. El maig de 1938 va ser mobilitzat i s'incorporà a l'exèrcit.

## Postguerra
A l'inici de 1939 va passar a França, sent internat al camp de refugiats d'El Voló (Rosselló). Al cap de poc va tornar a l'Estat espanyol. La repressió de la dictadura era aleshores molt intensa i el retorn fàcilment li hauria pogut costar la vida, com a tants altres alcaldes i militants d'ERC i d'altres organitzacions. Però volia assumir les seves responsabilitats polítiques, car alguns regidors republicans s'havien quedat a la ciutat. Va entrar a l'Estat espanyol pel País Basc, sent immediatament detingut. Abans d'arribar a Barcelona va seguir un camí de presons i camps de concentració: Sant Sebastià, Bilbao i Lleó, on va ser probablement apallissat. El juliol de 1940 li van fer un consell de guerra a Terrassa que el va condemnar a la pena de mort. Però la revisió de l'expedient per part de l'auditor de guerra va evidenciar que mancava un document important, la qualificació fiscal, pel que el consell es va haver de repetir. El maig de 1941 va ser sotmès a un segon consell de guerra, que el va condemnar també a la pena de mort, però la sentència proposava alhora la commutació d'aquesta pena per una de 30 anys de presó, que va ser la que finalment li va caure. El 1943 va obtenir la llibertat condicional, però va anar aparellada amb una pena de desterrament, pel que no podia viure a Rubí. Va viure desterrat a Blanes i a Sabadell fins que el 1947 va poder tornar a Rubí, continuant, però, en llibertat condicional fins al 1959, quan la pena es va donar per extingida.

## Tercera restauració borbònica
Un cop mort Francisco Franco i succeït per Joan Carles I, Pere Aguilera es va incorporar novament a l'activitat política, participant en la reconstrucció del seu partit de sempre, Esquerra Republicana de Catalunya. En les primeres eleccions municipals democràtiques després del final de la dictadura feixista que l'havia condemnat a mort, el 1979 va ser elegit regidor per ERC, càrrec que va ocupar fins al 1983. El 26 d'abril de 1987 el seu partit i l'Ajuntament li van fer un homenatge, rebent el títol de Fill Predilecte i l'Escut d'Or de Rubí. Va morir el 4 d'agost de 1991 i el 8 de febrer de 1992 l'Ajuntament li va fer un homenatge pòstum consistent a donar el seu nom a la Plaça de la Vila. Cal destacar que tots aquests reconeixements es van fer per unanimitat de totes les forces polítiques representades a l'Ajuntament.